# Il est là
Chansons représentant la France au Concours Eurovision de la chanson
Le Temps perdu
(1956) La Belle Amour
(1957)
Il est là, est la seconde chanson, après Le Temps perdu, représentant la France au Concours Eurovision de la chanson de 1956, interprétée par la chanteuse française Dany Dauberson. L'évènement se déroulait à Lugano en Suisse. 

## À l'Eurovision
Elle est intégralement interprétée en français, langue nationale, comme le veut la coutume avant 1966. L'orchestre est dirigé par Franck Pourcel.
La chanson était passée deuxième du concours, après Freddy Quinn qui représentait l'Allemagne avec So geht das jede Nacht et avant Michèle Arnaud qui représentait le Luxembourg avec Les Amants de minuit. Comme le tableau d'affichage pour ce concours n'a jamais été rendu public, il est impossible de dire comment la chanson s'est classée.